# NGC 6817-2
NGC 6817-2 is een compact sterrenstelsel in het sterrenbeeld Draak. Het hemelobject werd op 10 september 1885 ontdekt door de Amerikaanse astronoom Lewis A. Swift.

## Synoniemen
- NPM1G +62.0258
- PGC 3086688